# Дем'янчук Марія Олександрівна
Марія Олександрівна Дем'янчук (нар. 1910, місто Славута, тепер Хмельницької області — ?) — українська радянська діячка, ливарниця Славутського фаянсового заводу Кам'янець-Подільської (Хмельницької) області. Депутат Верховної Ради УРСР 2-го скликання.

## Біографія
Народилася у родині робітників фаянсового заводу в містечку Славуті. До 1941 року працювала робітницею Славутського фаянсового заводу Кам'янець-Подільської області.
Під час німецько-радянської війни не працювала, проживала у місті Славуті.
З 1944 року — ливарниця ливарного цеху Славутського фаянсового заводу Кам'янець-Подільської (Хмельницької) області. Новатор виробництва. Щоденно виконувала виробничу норму на 200-250%. На початку червня 1946 року виконала річний план, за що отримала почесну грамоту та грошову премію.

## Нагороди
- медалі